# Karl Gaulhofer
Karl Gaulhofer, född 15 november 1885 och död 1941, var en österrikisk gymnast.
Gaulhofer blev 1919 gymnastikinspektör och 1925 docent vid gymnastiska högskolan i Wien. Gaulhofer ansågs vara Österrikes främste representant på den gymnastiska området, där han ivrade för ett biologiskt system, som nära anslöt sig till de lingska grundprinciperna. Han utgav tillsammans med M. Streicher utgett Grundzüge des österrichischen Schultnens (2:a upplagan 1924).